# Homoeoschiza
Homoeoschiza är ett släkte av skalbaggar. Homoeoschiza ingår i familjen Melolonthidae.
Kladogram enligt Catalogue of Life:
| Homoeoschiza | \| \| Homoeoschiza aberrans \| \| \| \| \| \| Homoeoschiza flavescens \| \| \| \| \| \| Homoeoschiza minor \| \| \| \| |
|              | \| \| Homoeoschiza aberrans \| \| \| \| \| \| Homoeoschiza flavescens \| \| \| \| \| \| Homoeoschiza minor \| \| \| \| |
|              | Homoeoschiza aberrans                                                                                                  |
|              | |
|              | Homoeoschiza flavescens                                                                                                |
|              | |
|              | Homoeoschiza minor |
|              | |